# 叙尔堡
叙尔堡（法語：Surbourg，发音：[syʁbuʁ] 或 [suʁbuʁ]；德语：Surburg）是法国下莱茵省的一个市镇，位于该省北部，属于阿格诺-维桑堡区（Haguenau-Wissembourg）和维桑堡县（Wissembourg）。该市镇总面积10.46平方公里，2015年时的人口为1667人。

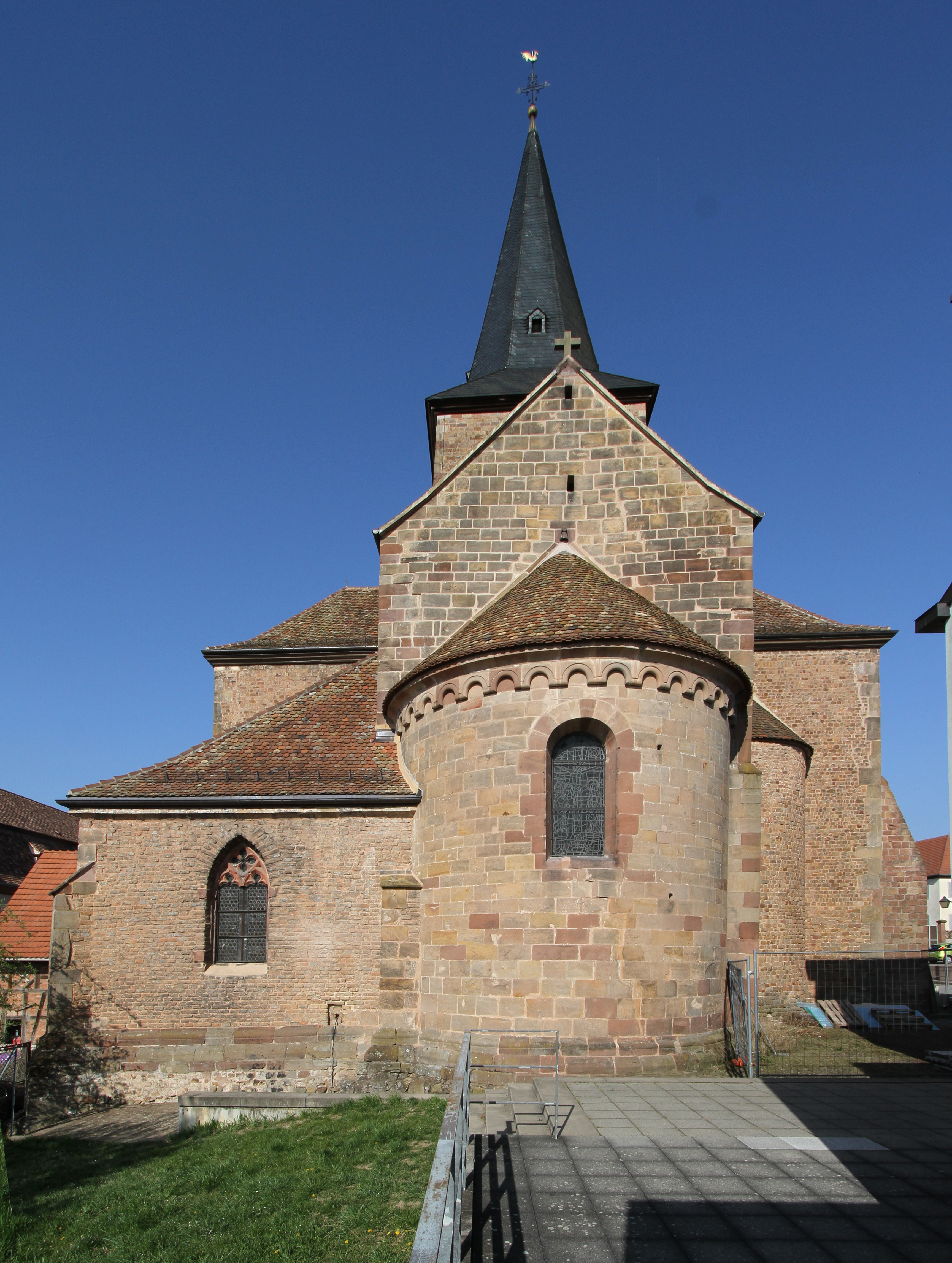

## 交通
下莱茵省省道D114线、D243线、D250线、D263线和D264线在叙尔堡境内交汇。

## 人口
叙尔堡人口变化图示